# Граждурі (комуна)
Граждурі (рум. Grajduri) — комуна у повіті Ясси в Румунії. До складу комуни входять такі села (дані про населення за 2002 рік):
- Валя-Сатулуй (651 особа)
- Граждурі (1220 осіб)
- Кербунарі (384 особи)
- Коркодел (37 осіб)
- Лунка (95 осіб)
- Педурень (509 осіб)
- Пояна-ку-Четате (214 осіб)

Комуна розташована на відстані 303 км на північ від Бухареста, 20 км на південь від Ясс.

## Населення
За даними перепису населення 2002 року у комуні проживали 3110 осіб.
Національний склад населення комуни:
| Національність | Кількість осіб | Відсоток |
| -------------- | -------------- | -------- |
| румуни         | 2849           | 91,6%    |
| цигани         | 260            | 8,4%     |
| угорці         | 1              | < 0,1%   |

Рідною мовою назвали:
| Мова      | Кількість осіб | Відсоток |
| --------- | -------------- | -------- |
| румунська | 2849           | 91,6%    |
| циганська | 260            | 8,4%     |
| угорська  | 1              | < 0,1%   |

Склад населення комуни за віросповіданням:
| Релігія       | Кількість осіб | Відсоток |
| ------------- | -------------- | -------- |
| православні   | 3092           | 99,4%    |
| бретрени      | 8              | 0,3%     |
| баптисти      | 4              | 0,1%     |
| п'ятдесятники | 3              | 0,1%     |
| римо-католики | 2              | 0,1%     |
| адвентисти    | 1              | < 0,1%   |